# Анисимов, Вадим Алексеевич
Вади́м Алексе́евич Ани́симов (15 декабря 1934 — 28 августа 2020) — бригадир механизированной колонны строительно-монтажного управления № 7 треста «Мосгазпроводстрой» Министерства газовой промышленности СССР. Герой Социалистического Труда (1966).

## Биография
Родился 15 декабря 1934 года в Ростове-на-Дону в семье рабочего-печатника. Во время Великой Отечественной войны находился в зоне немецкой оккупации. После войны окончил среднюю школу.
В 1955 году окончил механическое отделение Ростовского строительного техникума Министерства строительных материалов. Год проработал в городе Сенгилей Ульяновской области мастером по ремонту строительных машин на строительстве дамбы и укреплений берега Волги в связи со строительством Куйбышевской ГЭС. С 1956 по 1958 год — работник СУ № 5 треста «Мосгазпроводстрой» города Аксай Ростовской области. В 1958 году возглавил механизированную колонну СМУ № 7 в Великом Новгороде.
Под его руководством велись строительные работы на газопроводах «Серпухов — Ленинград», «Даугава — Минск — Вильнюс», «Пунга — Серов», нефтепроводе «Дружба». За период с 1959 по 1965 год возглавляемая им механизированная колонна сдала в эксплуатацию более четырёх сотен километров трубопроводов. За достижения в развитии газовой промышленности 1 июля 1966 года указом Президиума Верховного Совета СССР Вадиму Алексеевичу Анисимову было присвоено звание Героя Социалистического Труда с вручением ордена Ленина и золотой звезды.
С 1968 по 1990 год работал в строительно-монтажных управлениях 2 и 3 треста «Ленгазспецстрой» в Вильнюсе. С 1972 по 1974 год был в командировке в Финляндии на строительстве газопроводов. С 1991 по 1997 год начальник СУ-14 треста «Мосгазпроводстрой», в 1997 году вышел на пенсию. Проживал в городе Подольске Московской области. Умер 28 августа 2020 года на 86-м году жизни.

## Награды
- Герой Социалистического Труда
- Орден Ленина (01.07.1966)
- Орден «Знак Почёта»
- Почётный гражданин города Подольска[2]